# Hochschule Skövde
Die Hochschule Skövde (Schwedisch: Högskolan i Skövde) ist eine Hochschule in Skövde, Schweden.

## Überblick
Die Hochschule wurde 1983 offiziell gegründet, aber schon 1977 wurde nach einem Reichstagsbeschluss der Lehrbetrieb in Skövde unter einer interimistischen Leitung aufgenommen.
Die Hochschule besteht heute aus fünf Instituten, an denen etwa 30 Fächer gelehrt werden:
- Institut für Informatik
- Institut für Natur- und Gesundheitswissenschaften
- Institut für Ingenieurwissenschaften
- Institut für Bioinformatik
- Institut für Wirtschaftswissenschaften

9.635 Studenten und Doktoranden studieren und forschen an der Hochschule (2023), davon über 4.000 Vollzeit-Studierende. Unter den 524 Angestellten sind etwa 310 im Bereich Lehre und Forschung tätig.